# Solpugyla maestrii
Solpugyla maestrii es una especie de arácnido  del orden Solifugae de la familia Solpugidae.

## Distribución geográfica
Se encuentra en Etiopía y Somalia.